# F1 2011
F1 2011 ist ein von Codemasters entwickelt und veröffentlichtes Rennspiel. Es ist der dritte Titel der Codemasters Formel-1-Reihe. Das Spiel erschien für iOS, Nintendo 3DS, PlayStation 3, PlayStation Vita, Windows und Xbox 360.

## Spielprinzip
F1 2011 ist eine Rennsimulation mit vollständiger FIA-Lizenz der Formel-1-Weltmeisterschaft 2011.
Gegenüber den Vorgängern wurden das Drag Reduction System, KERS (in F1 2009 bereits vorhanden, fehlte im Vorgänger F1 2010 wieder) und das Safety-Car integriert. Ein Mehrspieler-Modus via Splitscreen ist nun auch möglich.

## Rezeption
Die Resonanz der Fachpresse war positiv, gelobt wurden die sinnvollen Verbesserungen, aber auch die Wettereffekte und realistischer Sound. Anlass zur Kritik gab es u. a. für Rennstrafen, die ungerecht und zum Nachteil des Spielers verhängt würden.